# OBK-Bank
De OBK-bank of het Onderling Beroepskrediet was een onafhankelijke Belgische bankinstelling (1956-2013) actief in Vlaanderen. Het was een coöperatieve vennootschap met talrijke aandeelhouders, meestal klanten. Niemand had een belangrijk aandeel in het kapitaal. OBK-bank had zeven eigen kantoren en werkte samen met een 50-tal zelfstandige agenten, die zich richtten op zowel ondernemers als particulieren.

## Geschiedenis
In 1956 werd het Onderling Beroepskrediet opgericht in Gent. 
In de jaren 90 nam OBK enkele kleinere spelers over: het Gentse Algemeen Beroepskrediet in 1997, het Kortrijkse Onderling Beroepskrediet B.M.W.V. in 1998 en het Beroepskrediet Vlaams Brabant in 1999.
Na de financiële crisis kwam de bank in moeilijker waarwater. De situatie werd eind 2011 zeer prangend. OBK moest tientallen miljoenen afschrijven op Griekse activa op haar balans wat leidde tot een negatief resultaat en een verzwakte kapitaalpositie die aangezuiverd moest worden. Daardoor zag de Nationale bank zich genoodzaakt een overnemer te zoeken waarbij de keuze viel op BKCP Bank die de bank overnam voor een symbolische euro. Om de prangende positie van de bank te verhelpen schreef BKCP in op een kapitaalverhoging van 5 miljoen euro en stond ze een achtergestelde lening van 15 miljoen euro toe.
In 2013 verdween vervolgens OBK uit het straatbeeld ten voordele van BKCP. De hoofdzetel te Gent werd verkocht ook al bleef er nog tot aan de fusie van BKCP met Beobank een kantoor. 32 personeelsleden verloren finaal hun job, minder dan initieel geraamd. Het overblijvende personeel van OBK verhuisde naar de hoofdzetel van BKCP te Brussel.
BKCP ging in 2015 zelf op in Beobank, de zusterbank en tevens dochter van het Franse Crédit Mutuel du Nord.